# 得福特达·萨利·默罕默德
得福特达·萨利·默罕默德帕夏（土耳其語：Defterdar Sarı Mehmed Paşa，Bakkaloğlu Defterdar Sarı Hacı Mehmed Paşa，大约1656～1659年—1717年3月）是鄂圖曼帝國的高官、编年史学家。